# Nychiodes fallax
Nychiodes fallax är en fjärilsart som beskrevs av Eugen Wehrli 1940. Nychiodes fallax ingår i släktet Nychiodes och familjen mätare. Inga underarter finns listade i Catalogue of Life.